# Antropología histórica

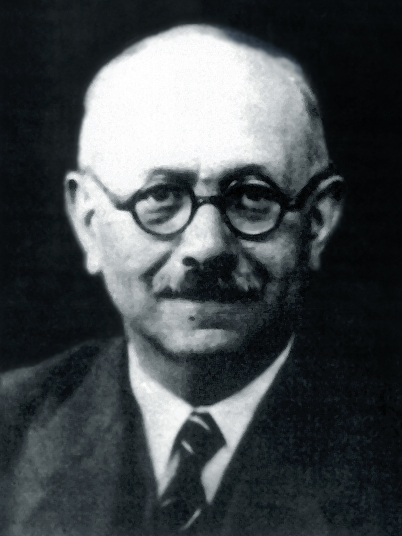
Marc Bloch

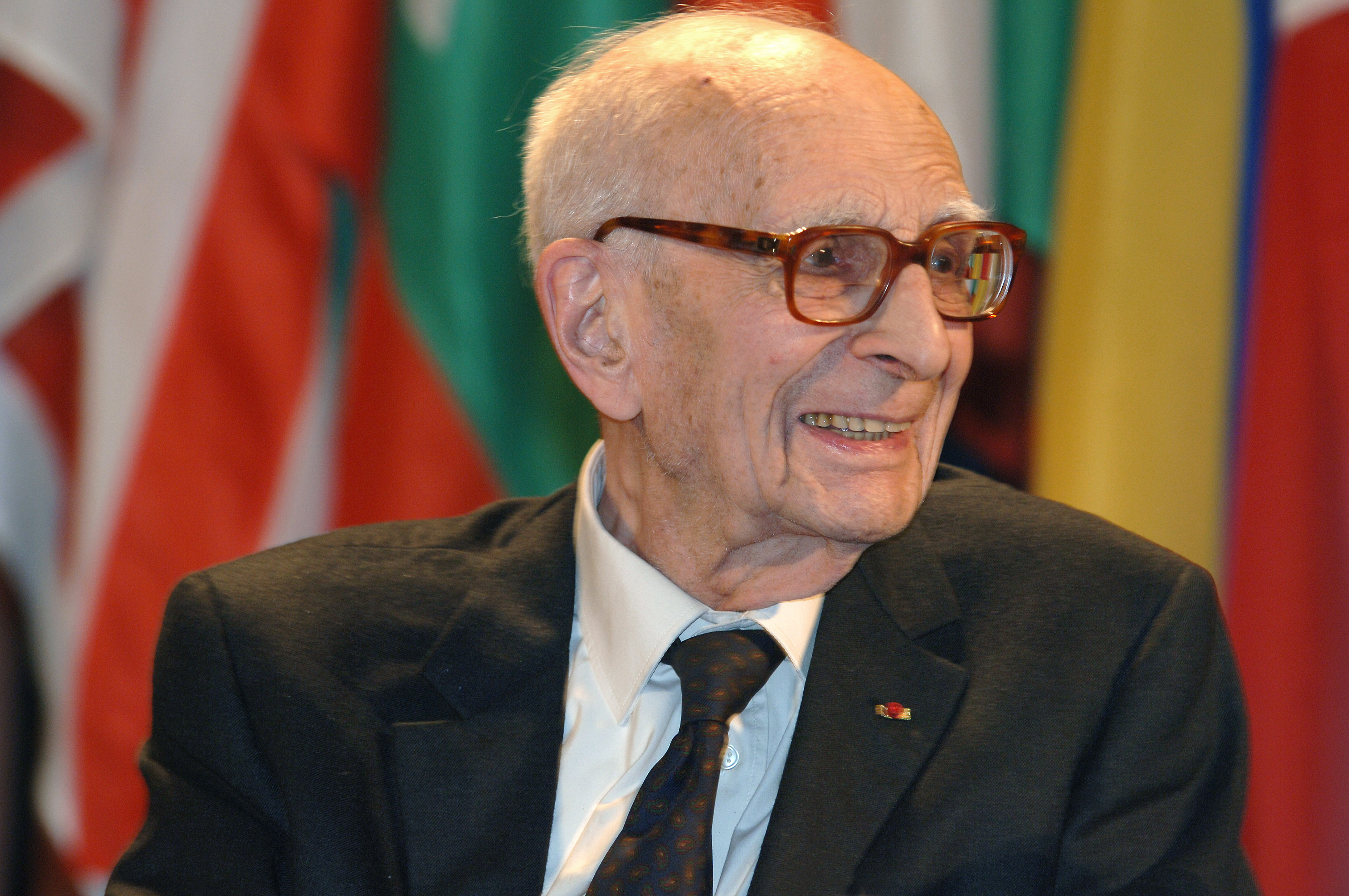
Claude Levi-Strauss

La antropología histórica es una rama interdisciplinaria de la investigación histórica que surgió durante la segunda mitad del siglo XX, principalmente en Francia, en un contexto de evolución historiográfica inicialmente lanzado por la Escuela de los Annales, pero también en el Reino Unido, en los Estados Unidos o en Alemania. 

## Enfoque

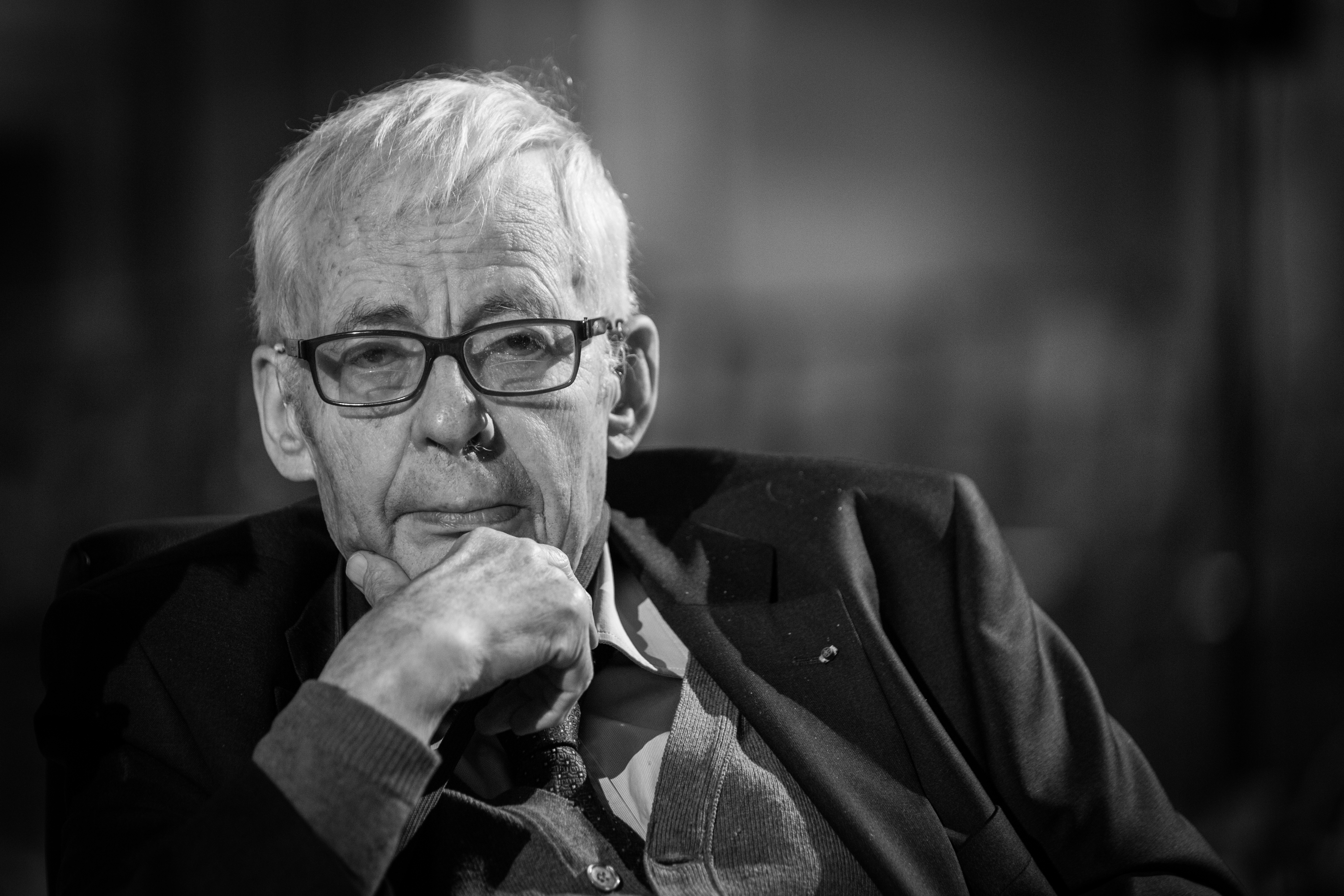
Emmanuel Le Roy Ladurie por Claude Truong-Ngoc, octubre de 2014

Repitiendo en la historia el enfoque de las sociedades primitivas empleado por la etnología y la antropología, especialmente para la Edad Media, la antropología histórica se caracteriza por su multidisciplinariedad, así como su interés en las formas de la vida cotidiana, los hábitos y algunos fenómenos culturales (parentesco, familia, infancia, comida, rituales, música, disfraces, etc.). También fue influenciada por la antropología estructural de Claude Lévi-Strauss (papel de los procesos colectivos inconscientes). 
La antropología histórica es, con la historia de las mentalidades, una de las dimensiones principales de la " Nueva Historia ", momento historiográfico de finales de los años sesenta adjunto a la tercera generación de la Escuela de los Anales. Esto corresponde a la reactivación del interés por la historia durante el agotamiento del paradigma estructuralista que favorece los enfoques sincrónicos. Más que el estudio de un tipo particular de objeto, la antropología histórica es sobre todo un método, un enfoque para conectar a largo plazo la evolución de las instituciones, costumbres o técnicas a su resonancia colectiva en los asuntos, comportamientos y discursos. Sus principales representantes en Francia son Emmanuel Le Roy Ladurie, André Burguière, Jacques Le Goff, Jean-Pierre Vernant, Pierre Vidal-Naquet y Nicole Loraux . Esta corriente historiográfica fluyó en la década de 1980 durante el giro crítico contra la Escuela Annales, evolucionando hacia un pluralismo interpretativo. 
La antropología histórica también incluye autores de habla inglesa ( Peter Burke, Eric Wolf, etc.) y de habla alemana (por ejemplo, August Nitschke y Hans Suessmuth). 

## Metodología

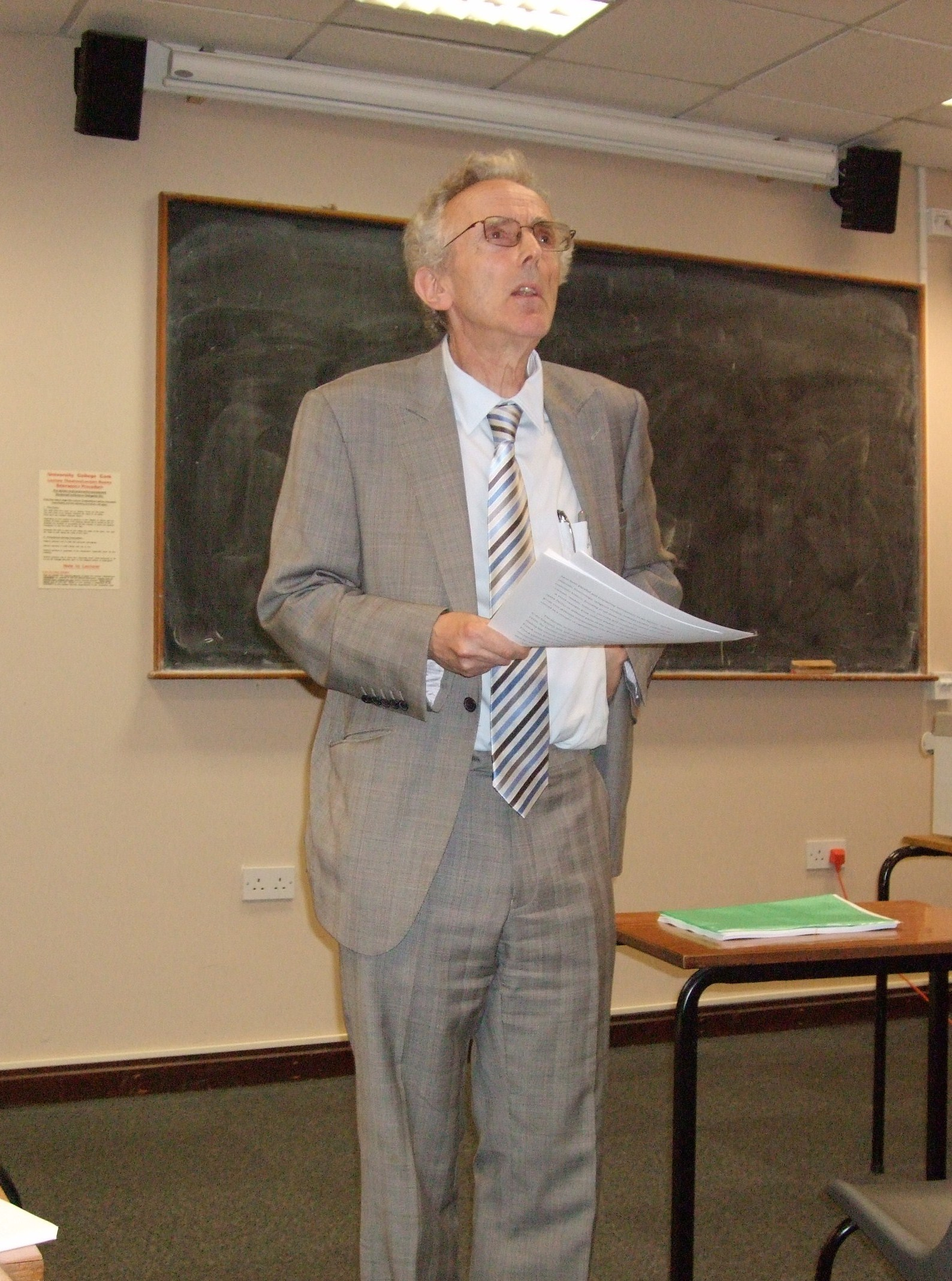
Peter Burke

Más que el estudio de un tipo particular de objeto, la antropología histórica es un método, un enfoque para conectar a largo plazo la evolución de las instituciones, costumbres o técnicas a su resonancia colectiva en términos de comportamiento y discurso. 
Alrededor de la década de 1950, Claude Lévi-Strauss, trabajando en beneficio de la antropología social, condena la historia a la observación empírica y a las manifestaciones conscientes. El historiador, en su opinión, no tendría acceso a las estructuras profundas de la sociedad, ni a las expresiones inconscientes de la vida social, a diferencia de la antropología. Fernand Braudel responde a este desafío en 1958 y opone a Levi-Strauss la noción de largo plazo y pone la historia en el centro del lenguaje teórico de las ciencias sociales.
Durante las siguientes décadas, otros historiadores también estaban tratando de abrir más y más horizontes de la historia, tomando prestados los métodos y perspectivas de otras ciencias sociales. Este es particularmente el caso de Jacques Le Goff: su preocupación, dice, "siempre ha sido tender a una historia [...] multidisciplinaria, con incursiones en la economía, la geografía y, hasta donde sea posible la etnología y la antropología ".
Esta apertura de perspectiva va acompañada de una diversificación de las fuentes utilizadas por los historiadores.  Por ejemplo, Jean-Pierre Vernant y Vidal-Naquet usan los mitos para acceder al significado de algunas de las estructuras y prácticas sociales de las sociedades antiguas, intentando ir más allá de lo expresado de manera explícita y consciente en estas fuentes. Ambos se inspiran en ciertas áreas de la etnología (rituales y mitos, prácticas y percepciones simbólicas) al aplicarlas al pasado.  
Por lo tanto, estas fuentes diversificadas se movilizan utilizando nuevas perspectivas. Montaillou, un pueblo occitano de 1294 a 1324, publicado por Emmanuel Leroy Ladurie en 1975, ofrece una excelente ilustración de este principio en el contexto del desarrollo de la antropología histórica. El autor utiliza el registro de interrogatorios de Jacques Fournier (que más tarde se convierte en el Papa Benedicto XII), obispo medieval que participó de la Inquisición contra el catarismo. Ubicándose en la encrucijada de la etnografía, la antropología, la sociología y la historia, Leroy Ladurie analiza los testimonios de los actores del pasado (recopilados por los inquisidores) centrándose en su experiencia de la vida medieval y aldeana en todos sus aspectos: vida en sociedad, vida material, creencias, mitos colectivos, etc. Si, como etnólogo, no pudo observar a estos aldeanos directamente, moviliza fuentes que no han sido explotadas hasta hace poco, utilizando métodos innovadores para superar esta brecha cronológica. 

## Contexto

### La escuela de los Annales

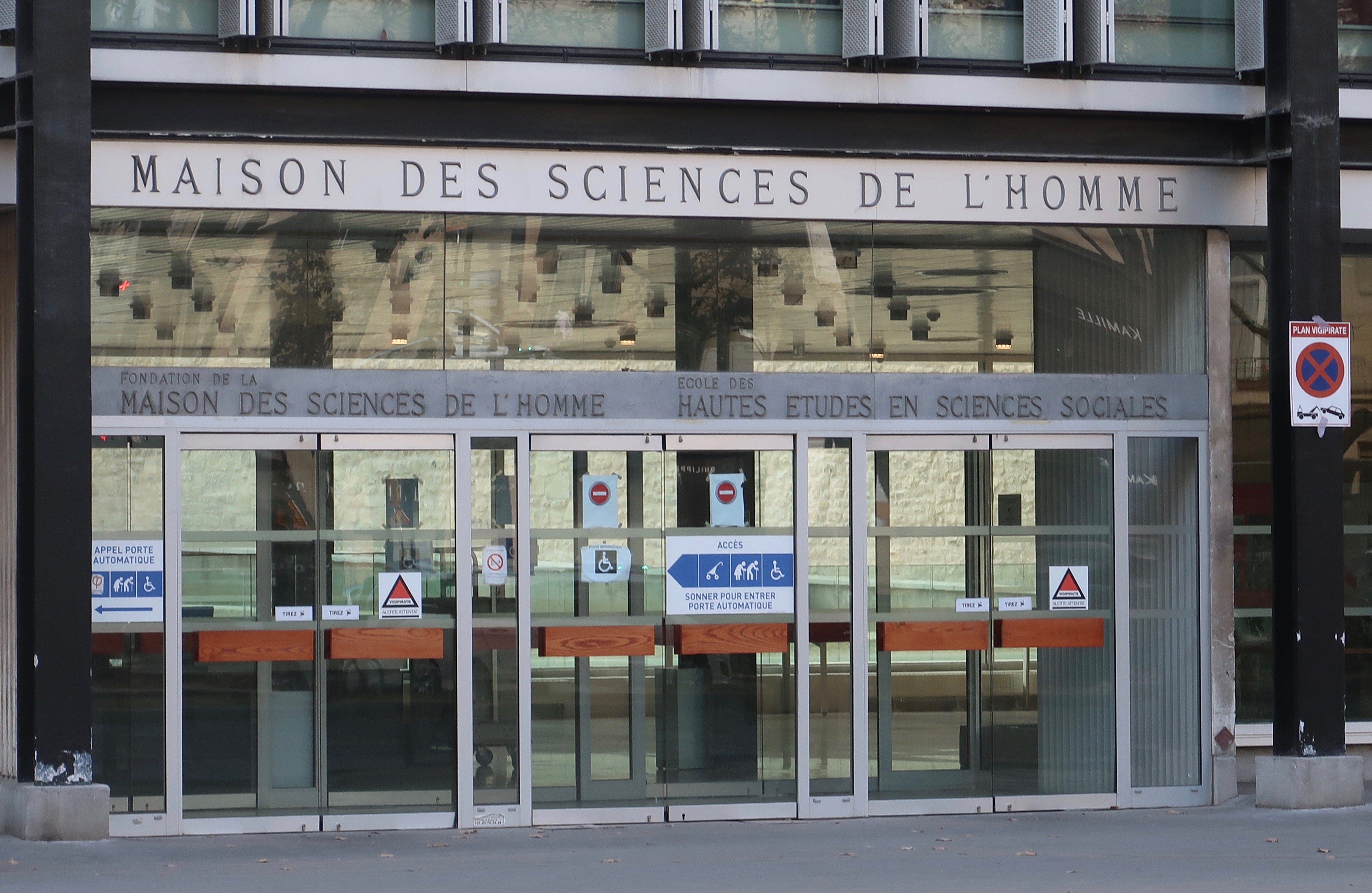
Maison des sciences de l'homme, una de las sedes de la EHESSS, 54 boulevard Raspail, Paris 6e

Dos concepciones de la historia han dominado la historiografía francesa durante varios siglos.   : uno analítico y explicativo establecido para trazar la ruta de la civilización a través del estudio de destinos y usos colectivos más que eventos puntuales e individuales; la otra más formal, narrativa y descriptiva, reconstruyendo la génesis de instituciones y conflictos. Esta segunda concepción, centrada en los eventos y limitando la historia científica a fuentes convencionales restringidas, prevalece a fines del siglo XIX bajo el doble efecto de una búsqueda de legitimación política por parte de los historiadores y la atracción de la cientificidad positivista.
Es contra esta concepción considerada reductiva que la Escuela de Historia de los Annales se construyó a partir de la década de 1930 con Lucien Febvre (1878-1956) y Marc Bloch (1886-1944), y después de 1945 con Fernand Braudel (1902- 1985), que alienta a los historiadores a abandonar las cancillerías y los documentos oficiales para inspirarse en las incipientes ciencias sociales y reconectarse con las descripciones "etnográficas" de las costumbres locales que ya aparecen en Heródoto. 
La antropología histórica es una profundización del programa de los Annales, en la intersección de sus diferentes programas: historia económica y social, historia de las mentalidades e investigaciones interdisciplinaires. La obra de Marc Bloch es ya de inspiración antropológica antes 1945, en particular Los Reyes taumaturgos (1924), Los Caracteres originales de la Historia rural francesa (1931), La Sociedad feudal (1939-1940). La antropología histórica posee  precursores antes la Segunda Guerra Mundial, pero sobre todo en la historia económica de la segunda generación de los Annales en los años 1950, y se desarrolla principalmente durante la segunda mitad del XX .

La antropología histórica también se basa en gran medida en la antropología estructural de Levi-Strauss, de la cual es en cierto sentido una segunda influencia, mientras que la referencia a la estructura disminuye rápidamente a principios de la década de 1970 (ver  Levi-Strauss). La historia y la antropología, objeto de una feroz competencia institucional en las décadas de 1950 y 1960 por la preeminencia entre las ciencias sociales, parecen reconciliarse y trabajar juntas en favor de una nueva concepción del hombre en la sociedad. Según François Dosse, los historiadores, "excluidos en los años sesenta de una corriente intelectual que estaba más interesada en el progreso de los lingüistas, antropólogos y psicoanalistas", se vengan y marcan "el comienzo de una verdadera edad de oro para un público que garantiza el éxito de las publicaciones de antropología histórica ". Los historiadores se apoderan de la influencia de los años sesenta del laboratorio de antropología social de Lévi-Strauss y trasladan el campo de interés al pasado de las sociedades occidentales. Varios números especiales de la Revue des Annales dan testimonio de estos nuevos campos de estudio: "Historia biológica y sociedad", No. 6 en 1969, "Historia y estructura" No. 3-4 en 1971; "Familia y sociedad" No. 4-5 en 1972; "Por una historia antropológica" n ° 6 en 1974. Esta historia influenciada por el sincronismo estructural de la antropología se afirma en el largo plazo (noción de Fernand Braudel), rechazando la historia de los eventos que prevaleció hasta principios del siglo XX. 
 "Durante casi medio siglo, desde Marc Bloch hasta Pierre Goubert, los mejores historiadores franceses, sistematizadores sistemáticos, han utilizado el estructuralismo a sabiendas, o a veces sin saberlo, pero con demasiada frecuencia sin que se sepa", Emmanuel Leroy Ladurie, 1973. 

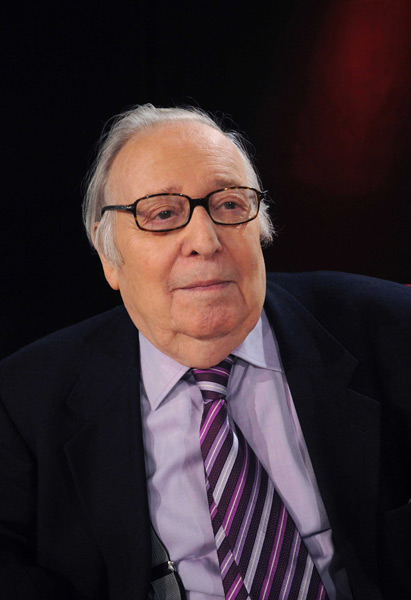
Marc Ferro

Esta inflexión estructural entre los historiadores ya fue particularmente notable en el trabajo de Jean-Pierre Vernant sobre la antigua Grecia desde principios de la década de 1960. Filósofo convertido en historiador, influenciado por la antropología del mundo griego de Louis Gernet, Vernant retoma el modelo estructural de Lévi-Strauss y Dumézil del artículo "El mito hesiódico de las razas. Ensayo de análisis estructural" en 1960, y desarrollará con Pierre Vidal-Naquet y Marcel Detienne una "psicohistoria" globalizadora de la vida de los griegos en la antigüedad interesados en el hombre interior griego y sus sistemas simbólicos, practicando a la manera de los antropólogos un vasto comparatismo transcultural.

### La EHESS y el Centro de Investigación Histórica
Alto lugar de la antropología histórica, y una herramienta de difusión entre los historiadores, el centro de investigación histórica de la VI sección llamada "ciencias sociales y económicas" de la Escuela Práctica de Altos Estudios (EPHE), fue creado en 1947 por Charles Morazé y Lucien Febvre. Su dirección fue tomada en 1956 por Fernand Braudel, y después en 1972 por Jacques Le Goff. Creado, dirigido y organizado por historiadores, se convirtió en un lugar central para el pensamiento interdisciplinario y metodológico en la década de 1960. Fue bajo el impulso de Braudel y Le Goff que se convirtió en autónomo en 1975 para convertirse en la Escuela de Estudios Superiores en Ciencias Sociales (EHESS).
 

Varios directores de estudios en las EHESS y EPHE contribuyen durante varias décadas al desarrollo de la antropología histórica, a través de la influencia que les confiere su posición y sus publicaciones. Observamos en particular los trabajos pioneros de Jacques Le Goff (La imaginación medieval, 1984) y Michel Pastoureaux (Una historia simbólica de la Edad Media occidental, 2004). Junto a estos trabajos de historia antropológica, algunos de los cuales son éxitos comerciales importantes, como Montaillou, pueblo occitano de 1294 a 1324, de Emmanuel Leroy-Ladurie, estos autores también ofrecen reflexiones sobre la disciplina misma. André Burguière, por ejemplo, escribe varios artículos y ensayos para tratar de superar la falta de una definición clara de antropología histórica. Como señala en 1987, la antropología histórica, en una veintena de años, se ha establecido en la historia: 
 "Los temas que se pueden clasificar bajo este título tienen tanto éxito desde los últimos veinte años en la producción de los historiadores que uno puede preguntarse si la antropología histórica no se ha convertido hoy en día para el historiador en lo que era la prosa para M. Jourdain. En otras palabras, sería una nueva etapa en el camino depredador del pensamiento histórico que se ha estado basando en las otras ciencias sociales durante más de un siglo", André Burguière, 1987. 
 Sin embargo, a pesar de esta rápida evolución observada en la década de 1980, la historia cultural finalmente se hizo cargo de la posición dominante (ver su artículo), defendida por historiadores del período contemporáneo, como Pascal Ory. La antropología histórica es defendida principalmente por historiadores medievales que intentan resistir, especialmente dentro de la EHESS. 

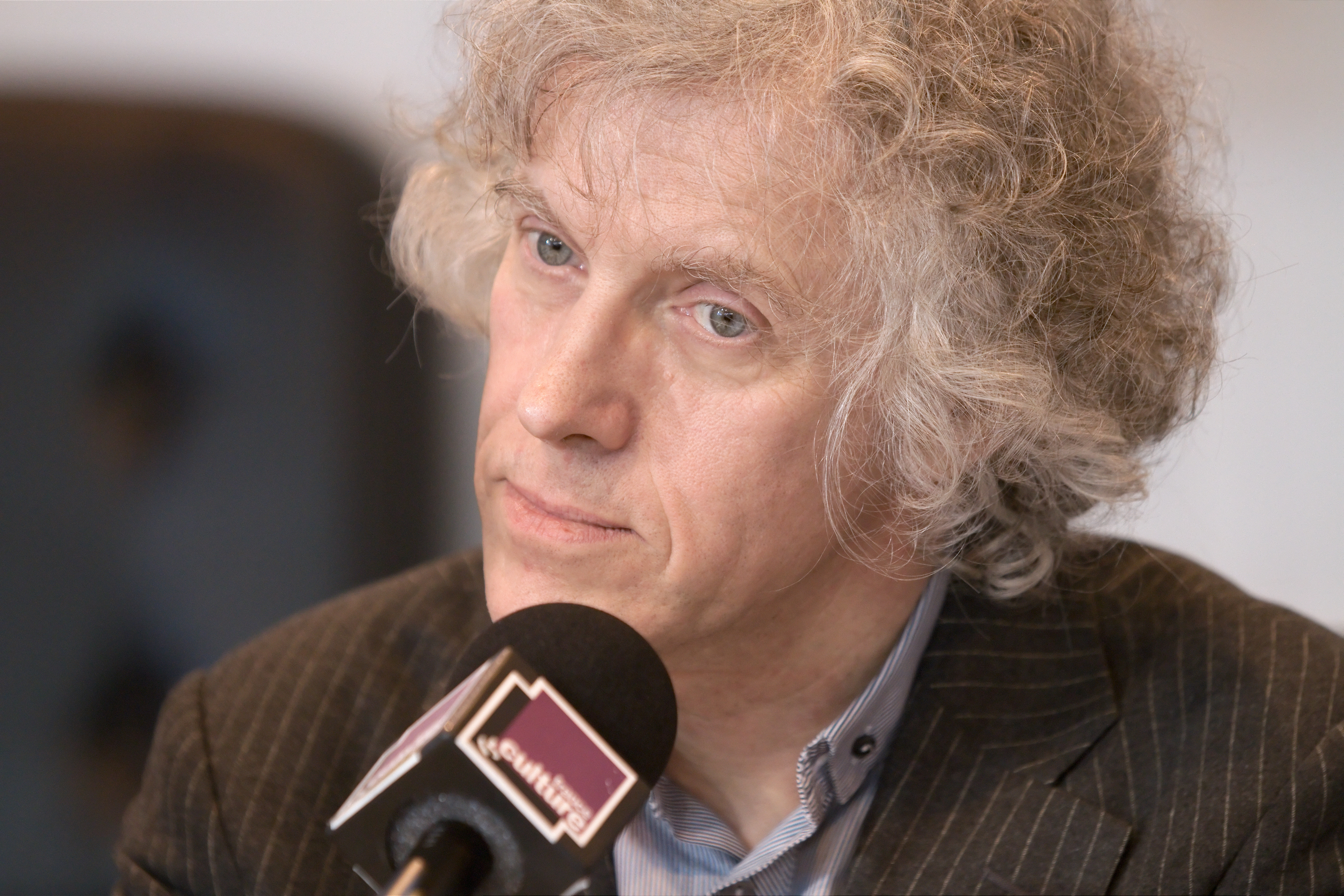
Pascal Ory

En 1976, el seminario de Jacques Le Goff en la EHESS cambió su nombre, abandonando la historia y la sociología del oeste medieval en favor de la antropología histórica del oeste medieval. En 1978, el mismo autor fundó el Grupo de Antropología Histórica del Oeste Medieval (Gahom), todavía dentro de la EHESS. Este grupo participa en el esfuerzo de difusión de la antropología histórica y busca fortalecer los vínculos entre la historia y la antropología. En 1989, Jacques Berlioz, Jacques Le Goff y Georges Duby, todos especialistas en la Edad Media, observaron el fortalecimiento de estos vínculos interdisciplinarios desde finales de los años sesenta. El Gahom es dirigido desde 1992 a 2014 por Jean-Claude Schmitt, quien también estudia la Edad Media con la ayuda de un antropólogo histórico. Schmitt también ha publicado artículos de reflexión y defensa de esta disciplina durante varias décadas. Finalmente, el Gahom se confía a la historiadora francesa Marie Anne Polo de Beaulieu hasta 2017, y finalmente se une al grupo Ahloma (Antropología histórica de la larga Edad Media). Historiadora medieval y directora de estudios en la EHESS, Étienne Anheim fue elegida jefa de Ahloma en febrero de 2018 en una reunión general de la organización.

## Contribuciones principales

### Antropología histórica de la familia.

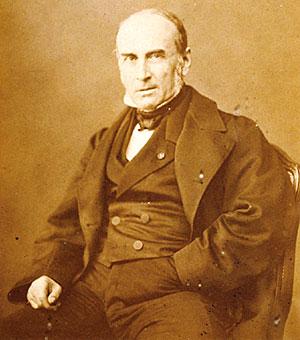
Frederic Le Play

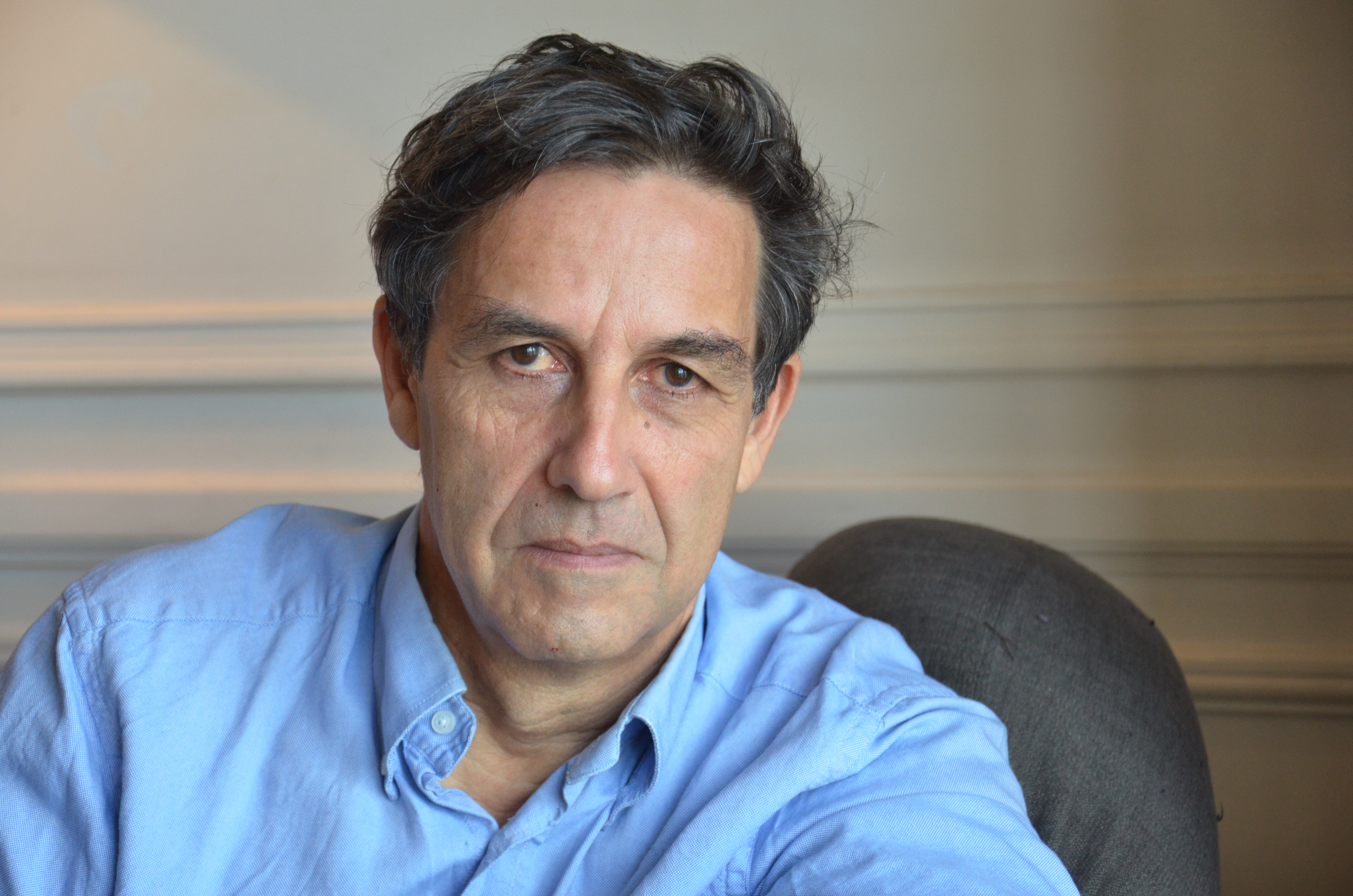
Emmanuel Todd. 2014

Como reflejo del antiguo interés de la antropología y la etnología por el parentesco, en un momento en que estas disciplinas tienden a alejarse de ella, la antropología histórica dedica una gran parte de su trabajo a la familia, que renovará con una comprensión profunda. La familia occidental se percibe hasta entonces a través de la tradición evolucionista heredada del siglo XIX, lo que hace de la familia restringida ( nuclear ) una forma social resultante de la revolución industrial y la dislocación de familias extensas que se supone que siempre existieron antes. 
Este nuevo interés de los historiadores por la familia es sensible desde la década de 1960, particularmente en Francia e Inglaterra (pero también en los Estados Unidos y otros países europeos), donde una historia familiar emerge gradualmente a medida que se constituye un campo universitario gracias a una efervescencia internacional y transdisciplinaria, en contacto con la demografía, la sociología y la antropología, que saca a la luz el enfoque metodológico holístico de las descripciones de la organización de la familia de Frédéric Le Play en el siglo XIX. La demografía histórica y el derecho consuetudinario han demostrado la existencia de formas nucleares desde la Edad Media en partes del norte y oeste de Europa (Inglaterra en particular).
En Inglaterra, Peter Laslett en el Grupo de Historia Social de la Universidad de Cambridge (Grupo de Cambridge para la Historia de la Población y la Estructura Social) reanuda desde finales de la década de 1960 sobre la base de censos y métodos de transmisión del patrimonio, el principio de estudio de los sistemas familiares descrito por Le Play, luego identificando el sistema de familia nuclear (individualista) ampliamente predominante en Inglaterra, pero no descrito por Le Play . 
En Francia, la filiación leplaysiana de métodos cuantitativos, derecho consuetudinario y modos de herencia se repite al mismo tiempo, primero por los historiadores del derecho que trabajan en derecho consuetudinario, como Jean Yver en su Essai de geographie coutumière , Jean-Louis Halpérin, o el antropólogo Louis Assier-Andrieux  . Son estas obras las que la antropología histórica retoma a principios de los años 1970, bajo el impulso de Emmanuel Le Roy Ladurie. En 1975, el éxito de su libro Montaillou, Occitan village  da notoriedad a los sistemas de transmisión del patrimonio en los que se basa la antropología histórica. En 1983, el sociólogo Emmanuel Todd, alumno de Emmanuel Le Roy Ladurie y de Peter Laslett en Cambridge, retomó la tipología de Le Play para comprender el impacto de las estructuras familiares en los aspectos culturales e ideológicos de la modernización de las sociedades . 
Muchos estudios sobre la transmisión por mayorazgo de la herencia se esfuerzan por hacer la conexión entre la familia arraigada descrita en los Pirineos o en Alemania por Le Play en el siglo  XIX  y el sistema de hogar identificado por Levi-Strauss de acuerdo con un enfoque estructural en diversos lugares del mundo y en momentos muy diferentes que no podían estar en contacto (indios Kwakiutl de Columbia Británica, Polinesia, casas nobles en el oeste medieval, por ejemplo).
Trabajando inicialmente en el hogar conyugal de una manera estática (tomada en un momento dado), estos historiadores evolucionan progresivamente hacia una concepción más amplia de la familia, incluidas las redes de parentesco, y hacia un enfoque temporal dinámico que tiene en cuenta las evoluciones cíclicas de las estructuras familiares a lo largo de la vida de las personas. El trabajo colectivo de tres volúmenes Historia de la familia, producido en 1986 por el Grupo francés de antropología histórica de la EHESS es un logro notable del trabajo de esta escuela, y fue aclamado por el carácter sin precedentes de una síntesis que se dirige a muchas regiones del mundo.

### Antropología histórica del cuerpo.

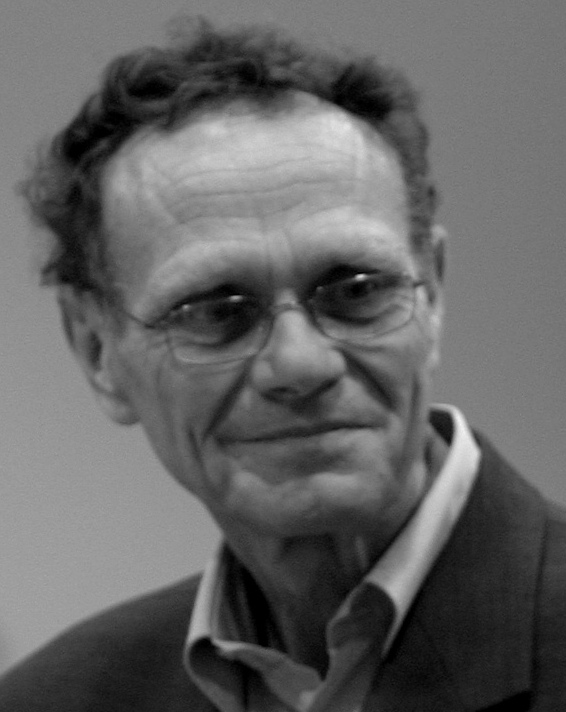
Jean-Claude Schmitt

El estudio de muchas representaciones y prácticas relacionadas con el cuerpo (hábitos alimenticios y de vestimenta, sexualidad, relación con la enfermedad y la muerte) también es notable entre las contribuciones de la antropología histórica a la historia. 
El comportamiento alimentario en el pasado se ha estudiado desde la década de 1970 y especialmente en la de 1980 con la ayuda de la antropología y la etnología. Además de las prácticas relacionadas con la comida y la bebida, muchos historiadores también trabajan de manera innovadora en las representaciones y el imaginario que las rodea. Las actas de varios simposios, como el de 1982 del Centro de Estudios Medievales de Niza, proporcionan ejemplos de esta evolución historiográfica vinculada al nacimiento de la antropología histórica, así como numerosas obras, incluidas aquellas de Jean-Paul Aron (El comedor del siglo XIX  , 1973 ), Louis Stouff (Abastecimiento y comida en Provenza en los siglos XIV y XV, 1970) o Jean-Jacques Hémardinquer (Por una historia de la comida, 1970), por ejemplo. 
Del mismo modo, tanto la enfermedad como la muerte se han estudiado de manera innovadora desde el nacimiento de la antropología histórica y las tendencias relacionadas. Philippe Ariès, Alain Croix y Michel Vovelle estudian, por ejemplo, las evoluciones en las relaciones con la muerte a lo largo de los siglos. Esta empresa también forma parte de una tradición de la Escuela de los Anales, desde Lucien Febvre y Marc Bloch, según la cual las representaciones mentales y la psicología colectiva evolucionan con el tiempo. Con respecto a las representaciones de la muerte, observamos además los trabajos del francés Jean Claude Schmitt (1976) y Alexander Murray (1998-2000) sobre el suicidio en la Edad Media.
La antropología histórica también ha estudiado la sexualidad durante varias décadas, especialmente en una perspectiva a largo plazo que permite comparar actitudes culturales durante varios siglos. El primer seminario sobre la historia de las sexualidades en Francia data de 1979-1980 en la EHESS y fue dirigido por Philippe Ariès. Sus primeros predecesores, a principios del siglo XX son los antropólogos que estudian poblaciones fuera de Occidente desde la década de 1920 hasta la década de 1930. Tal como es el caso de los otros campos de estudio mencionados anteriormente, la historia de la sexualidad, que despegó en las décadas de 1970 y 1980 sobre la base de una unión de disciplinas, luego se desarrolló fuertemente
Finalmente, aún relacionada con el cuerpo, la historia de los hábitos de vestimenta también se construye desde los años 1970-1980, beneficiándose de la misma ampliación de perspectiva y método dentro de la disciplina histórica. Los historiadores de la Edad Media, una vez más, están a la vanguardia de la escena. El libro sobre el simbolismo histórico de la ropa en la Edad Media, editado por Michel Pastoureau en 1989 es uno de los principales ejemplos de esta investigación que los medievalistas, inspirados en la antropología histórica, han podido llevar a cabo con respecto a las representaciones culturales. A pesar de esta tendencia, la antropología histórica del cuerpo no debe reducirse solo a Francia y la Edad Media. 